# Route nationale 773
Pour les articles homonymes, voir Route 773.
La route nationale 773 ou RN 773 était une route nationale française reliant Gaël à Donges. À la suite de la réforme de 1972, elle a été déclassée en RD 773, sauf dans les communes de Bains-sur-Oust et de Redon où elle a été renumérotée RD 873.

## Ancien tracé de Gaël à Donges (D 773 & D 873)
- Gaël
- Concoret
- Paimpont
- Les Forges-de-Paimpont, commune de Paimpont
- Saint-Malo-de-Beignon
- Guer
- Carentoir
- La Gacilly
- Bains-sur-Oust
- Redon, où elle rencontrait la RN 164
- Fégréac
- Saint-Gildas-des-Bois
- Drefféac
- Pontchâteau
- Besné
- Donges